# Srbín
Srbín ist ein Ortsteil der Gemeinde Mukařov im Okres Praha-východ. Es ist eine der, mit Mukařov selbst, drei Teilgemeinden von Mukařov. Srbín liegt im Středočeský kraj oder zu deutsch in der Mittelböhmischen Region in Tschechien auf 438 Metern über dem Meeresspiegel. Das Gemeindezentrum Mukařov ist etwa 500 Meter nördlich und das Stadtzentrum der Hauptstadt Tschechiens Prag ist etwa 20 Kilometer nordwestlich von Srbín entfernt.

## Weblinks

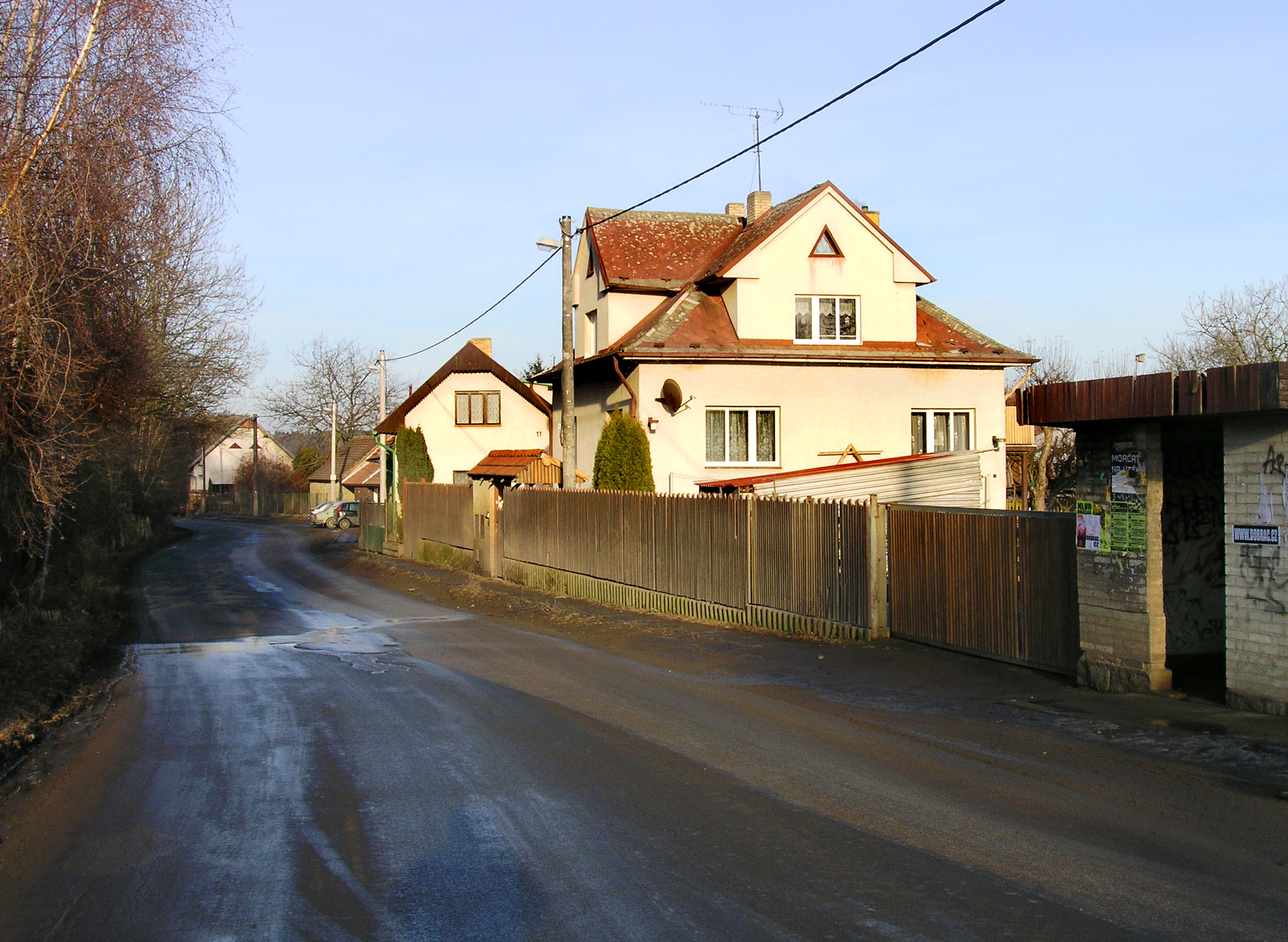
Ansicht auf Srbín

## Geschichte
Die erste Erwähnung Srbíns wird ins 12. Jahrhundert datiert. Man geht davon aus, dass Srbín von einem Soldaten namens Srba im Dienst des Königs Vladislav II., der das Gut für größere Verdienste überschrieben bekam, begründet wurde. Dieser errichtete auf dem Gut einen Wehrbau. 1991 hatte der Ort 258 Einwohner. Im Jahre 2001 bestand das Dorf aus 124 Wohnhäusern, in denen 331 Menschen lebten.